# Bisdom Sincelejo
Het bisdom Sincelejo (Latijn: Dioecesis Sinceleiensis) is een rooms-katholiek bisdom met als zetel Sincelejo, in Colombia. Het bisdom is suffragaan aan het aartsbisdom Cartagena. 

## Geschiedenis
Het bisdom werd opgericht op 25 april 1969, uit delen van het aartsbisdom Cartagena en het apostolisch vicariaat San Jorge. 

## Parochies
Het bisdom had in 2020 een oppervlakte van 10.670 km2 en telde 877.024 inwoners waarvan 92,4% rooms-katholiek was.

## Bisschoppen
- Félix María Torres Parra (25 april 1969 - 11 december 1980)
- Héctor Jaramillo Duque (3 augustus 1981 - 16 september 1990)
- Nel Hedye Beltrán Santamaria (29 april 1992 - 15 maart 2014)
  - Orlando Antonio Corrales García (apostolisch administrator: april 2014 - 28 maart 2015)
- José Crispiano Clavijo Méndez (19 februari 2015 - heden)

## Galerij van afbeeldingen

Wapen van het bisdom Sincelejo

Cartagena (aartsbisdom) · Magangué · Montelíbano · Montería · Sincelejo